# Tram van Düsseldorf
De tram van Düsseldorf (Duits: Straßenbahn Düsseldorf) is een tramnetwerk in de Duitse stad Düsseldorf. Het normaalsporige net met een lengte van 142,4 kilometer wordt door Rheinbahn AG geëxploiteerd. Vervoer ging in 1876 met paardentrams van start; de eerste elektrische trams reden in 1896. Vanaf 1996 werd een deel van het materieelpark met lagevloertrams vernieuwd, wat tot dan toe uit trams met een hoge vloer bestond.

## Geschiedenis
Naast stadslijnen exploiteerde de Rheinbahn ook een vijftal interlokale buitenlijnen naar Duisburg, Krefeld, Moers, Wuppertal en Solingen waarvan alleen de lijnen naar Duisburg en Krefeld zijn overgebleven en als lijn U79 en U76 deel uitmaken van de Stadtbahn. Daarnaast werd tramlijn 16/26 naar Neuss geëxploiteerd, tot 1971 gezamenlijk met het trambedrijf van Neuss. Na de opheffing bleef alleen de Rheinbahn en in 1972 werd lijn 26 vernummerd in lijn 5. In 1980 kreeg het lijnnummer 75, de huidige Stadtbahnlijn U75 en de andere tramlijnen die tot dan lage lijnnummers hadden lijnnummers vanaf 701.

## Netwerk
Het totale netwerk bestaat uit (in 2023) 7 tramlijnen, te weten 701 en 704–709. Met de opening begin 2016 van de Wehrhahn-Linie inclusief een tunnel van 3,4 km zijn enkele tramlijnen hernoemd naar U71–U73 en U83. Deze vier lijnen horen sindsdien officieel tot het Stadtbahn-systeem, hoewel ze met Combino-trams rijden.

## Materieel
In Düsseldorf is het gebruikelijk om voor elk nieuw lagevloer-tramtype een eigen lettercombinatie te gebruiken. Het overzicht is van 2023.

### Inzet NF6, NG10 en NF8
- NF6 Tussen 1996 en 1999 werden door Düwag 48 gelede lagevloertrams 2101–2148 van dit type geleverd. De meeste (47 stuks) van deze zesassers zijn beschikbaar voor de passagiersdienst.
- NF10 Tussen 2000 en 2002 werden door Siemens 36 zevendelige Combino lagevloertrams 2001-2036 geleverd. Ze zijn nog allemaal in dienst.
- NF8 In 2003 werden door Siemens 15 vijfdelige Combino lagevloertrams 2201-2215 geleverd. Ze zijn nog allemaal in dienst.

### Voormalig
Düwag Großraumwagen
- Tussen 1951 en 1956 werden in totaal 49 vierassige Grossraumwagens aangeschaft, uiteindelijk de 2001-2034 en 2201-2215. Van de 2001-2034 werden er 32 na verloop van tijd verbouwd tot bijwagen om achter een enkel of dubbelgelede wagen dienst te doen en genummerd als 1601-1632.
- In 1953 werden voor de lijn naar Krefeld 8 tweerichting motorwagens 1251-1258 en vier bijwagens 1201-1204, deels met buffet, afgeleverd en werden ingezet in combinatie motorwagen-bijwagen-motorwagen zodat in Krefeld het omlopen kon vervallen. Tien jaar later werden de motorwagens met een zwevend middenstuk verbouwd tot gelede wagens 1261-1264. De bijwagens werden geschikt gemaakt voor het stadsnet waarbij het buffet verdween.
- In 1960 en 1961 werden 68 wagens als bijwagen geleverd met de nummers 1633-1700 om als versterking onbemand dienst te doen achter een enkel of dubbelgelede wagen. De laatste bijwagens in de reguliere dienst reden in 2011.

Düwag gelede tram

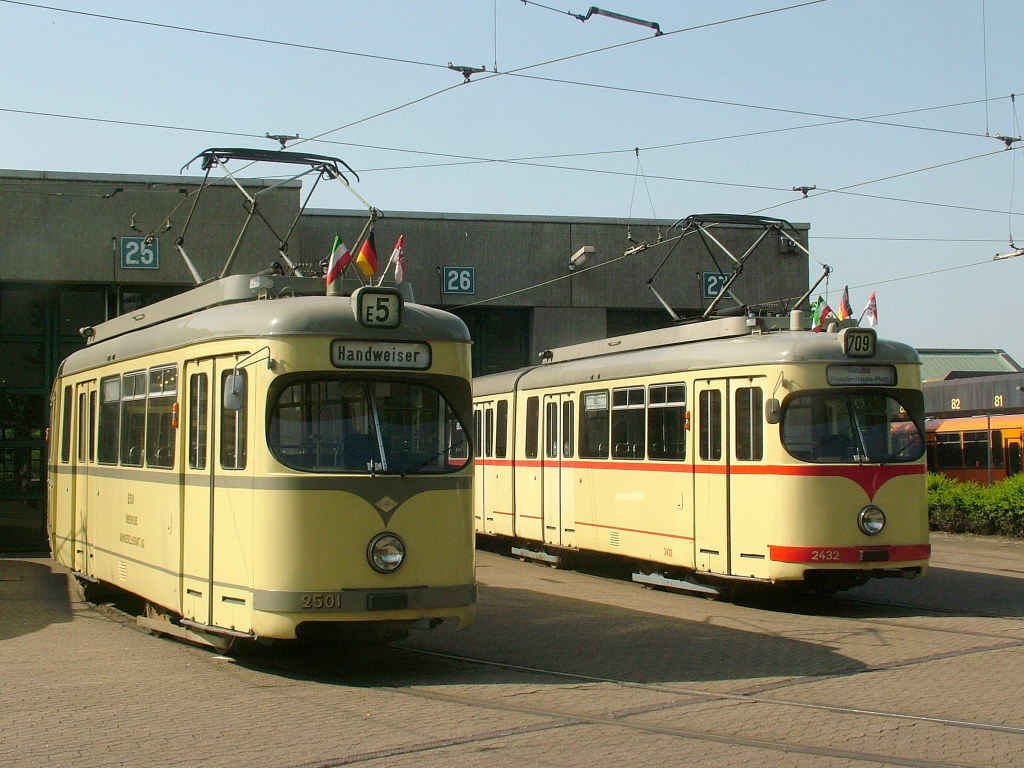
2501 en 2432 in 2007

- Tussen 1956 en 1961 werden in totaal 96 enkelgelede wagens aangeschaft: 2301-2320, 2401-2440, 2501-2520, 2551 en 2601-2615.[2]2 310 en 2551 werden in 1966 en 1969 dubbelgeleed, in 1974 2601-2615 en daarbij vernummerd in 2751-2765, in 1976 2421–2430, 2434–2440 en in 1995 2304.
- In 1966 werden speciaal voor de lijn naar Krefeld de tweerichtingwagens 1265–1269 aangeschaft. Na de overgang naar het stadsnet door de instroom van nieuw materieel voor lijn K vernummerd in 2265–2269 en deden dienst tot 1993.
- In 1968 en 1969 werden in totaal 47 dubbelgelede Düwagtrams aangeschaft: 2352–2358, 2452–2458, 2552–2559, 2497–2499 en 2651–2673. De 2497-2499 waren voorzien van een restauratieafdeling. Uiteindelijk waren er 81 éénrichting dubbelgelede wagens aanwezig. De laatste wagens in de reguliere dienst reden in 2011 maar door materieelgebrek keerde in 2012 een aantal exemplaren nog even terug in de dienst.
- In 1971 werden van het opgeheven trambedrijf van Neuss de enkelgelede 41-43 overgenomen en vernummerd in 2621-2623.